# Burlington (Kentucky)
Burlington é uma Região censo-designada localizada no estado americano de Kentucky, no Condado de Boone.

## Demografia
Segundo o censo americano de 2000, a sua população era de 10.779 habitantes.

## Geografia
De acordo com o United States Census Bureau tem uma área de 
21,9 km², dos quais 21,9 km² cobertos por terra e 0,0 km² cobertos por água. Burlington localiza-se a aproximadamente 248 m acima do nível do mar.

## Localidades na vizinhança
O diagrama seguinte representa as localidades num raio de 12 km ao redor de Burlington. 